# 1903 dans le catholicisme
Chronologie du catholicisme
- 1899
- 1900
- 1901
- 1902
- 1903
- 1904
- 1905
- 1906
- 1907

Cet article présente les faits marquants de l'année 1903 dans le catholicisme.

## Évènements
- 22 juin : création de 7 cardinaux par Léon XIII
- 1er août - 4 août : après le décès de Léon XIII, conclave au terme duquel est élu le pape Pie X.
- 4 octobre : E Supremi, première encyclique de Pie X
- 9 novembre : création de 2 cardinaux par Pie X

## Naissances
Janvier
- 23 janvier : Émile Élie Verhille, prélat et missionnaire français, évêque de Fort-Rousset († 2 décembre 1977)

Février
- 1er février : Franz Reinisch, prêtre allemand, objecteur de conscience et opposant au nazisme exécuté († 21 août 1942)
- 5 février : Alfredo Vicente Scherer, cardinal brésilien, archevêque de Porto Alegre († 8 mars 1996)
- 7 février : Nestor Adam, prélat suisse, évêque de Sion († 8 février 1990)
- 15 février : Ramón José Castellano, prélat argentin, archevêque de Córdoba († 27 janvier 1979)
- 16 février : Georges-Henri Lévesque, prêtre dominicain et sociologue canadien († 15 janvier 2000)
- 18 février : Béla Varga, prêtre et homme politique hongrois († 13 octobre 1995)
- 20 février : Joseph Schröffer, cardinal allemand de la Curie, précédemment archevêque titulaire de Volturnum (de) († 7 septembre 1983)
- 23 février : Ambrozij Senyshyn, prélat gréco-catholique ukrainien, archéparque de Philadelphie des Ukrainiens († 11 septembre 1979)
- 28 février : Emmanuel Saguez de Breuvery, prêtre jésuite, enseignant missionnaire et fonctionnaire français de l'ONU († 14 février 1970)

Mars
- 1er mars : Auguste Billaud, prêtre et historien français († 12 avril 1970)
- 9 mars : 
  - José María García Lahiguera, prélat espagnol, archevêque de Valence, fondateur des Oblates du Christ Prêtre, vénérable († 14 juillet 1989)
  - Albert Gregory Meyer, cardinal américain, archevêque de Chicago († 9 avril 1965)
- 14 mars : Yves Simon, philosophe thomiste français († 11 mai 1961)

Avril
- 20 avril : Bienheureux Wojciech Nierychlewski, prêtre et martyr polonais du nazisme († 7 février 1942)
- 25 avril : Michele Pellegrino, cardinal italien, archevêque de Turin († 10 octobre 1986)

Mai
- 2 mai : Bienheureux Marian Górecki, prêtre et martyr polonais du nazisme († 22 mars 1940)
- 23 mai : Pablo Muñoz Vega, cardinal équatorien, archevêque de Quito († 3 juin 1994)

Juin
- 1er juin : Bienheureux Vasyl Velychkovsky, évêque gréco-catholique ukrainien, martyr du communisme († 30 juin 1973)
- 18 juin : Saint Callisto Caravario, prêtre salésien, missionnaire et martyr en Chine († 25 février 1930)

Juillet
- 2 juillet : Louis Cesbron, prêtre français († 5 août 1980)
- 3 juillet : Charles Combaluzier, prêtre, pédagogue et écrivain français († 22 novembre 1991)
- 4 juillet : Corrado Bafile, cardinal italien de la Curie, précédemment archevêque titulaire d'Antioche-en-Pisidie (de) († 3 février 2005)
- 8 juillet : Bienheureux Giovanni Schiavo, prêtre italien, missionnaire au Brésil († 27 janvier 1967)
- 27 juillet : Élie Gautier, prêtre, historien et sociologue français, fondateur de la Mission bretonne († janvier 1987)
- 30 juillet : Henri Caffarel, prêtre français, fondateur des Équipes Notre-Dame, serviteur de Dieu († 18 septembre 1996)

Août
- 11 août : Bienheureuse Carmen Rendiles Martínez, religieuse vénézuélienne, fondatrice des Servantes de Jésus du Venezuela († 9 mai 1977)
- 12 août : Mario Nasalli Rocca di Corneliano, cardinal italien de la Curie, précédemment archevêque titulaire d'Antium (de) († 9 novembre 1988)
- 18 août : Bienheureux Zénon Kovalyk, prêtre gréco-catholique ukrainien, martyr du communisme († 30 juin 1941)
- 20 août : Bernhard Heinzmann, prêtre allemand exécuté, résistant au nazisme († 10 août 1942)
- 22 août : Vitus Chang Tso-huan, prélat chinois, évêque de Xinyang, mort en exil († 1er novembre 1982)
- 29 août : Joseph McGeough (en), prélat américain, diplomate du Saint-Siège et archevêque titulaire d'Émèse (de) (° 12 octobre 1970)
- 30 août : Pietro Pavan, cardinal italien de la Curie († 26 décembre 1994)

Septembre
Octobre
- 1er octobre : Leo-Karel De Kesel, prélat belge, évêque auxiliaire de Gand et évêque titulaire de Synaus (de) († 3 août 2001)
- 3 octobre : Joseph Dehergne, prêtre jésuite, missionnaire, historien et bibliographe français († 6 janvier 1990)
- 20 octobre : Arturo Tabera Araoz, cardinal espagnol de la Curie († 13 juin 1975)
- 30 octobre : Krunoslav Draganović, prêtre croate et collaborateur des nazis († 5 juillet 1983)

Novembre
- 9 novembre : Léon-Étienne Duval, cardinal français, archevêque d'Alger († 30 mai 1996)
- 21 novembre : Étienne Lamotte, prêtre, indianiste et enseignant belge († 5 mai 1983)
- 27 novembre : 
  - Joseph Folliet, prêtre, militant catholique, sociologue, écrivain et fondateur français († 13 novembre 1972)
  - Bienheureuse Eugénie Mackiewicz, religieuse et martyre polonaise du nazisme († 1er août 1943)

Décembre
- 9 décembre : Angelo Dell'Acqua, cardinal italien de la Curie, précédemment archevêque titulaire de Chalcédoine (de) († 27 août 1972)
- 23 décembre : Bolesław Kominek, cardinal polonais, archevêque de Wrocław († 10 mars 1974)
- 27 décembre : Hermann Volk, cardinal allemand, évêque de Mayence († 1er juillet 1988)

Date précise inconnue
- Bienheureuse Olympia Bidà, religieuse et martyre ukrainienne du communisme († 23 janvier 1952)

## Décès
- 15 janvier : Lucido Maria Parocchi, cardinal italien de la Curie (° 13 août 1833)
- 30 janvier : Félix-Marie de Neckere, prélat belge de la Curie (° 5 avril 1824)
- 5 mars : Henri de Tourville, prêtre, philosophe et sociologue français (° 19 mars 1842)
- 11 avril : Sainte Gemma Galgani, jeune mystique italienne (° 12 mars 1878)
- 16 avril : François Picard, prêtre français, supérieur général des Augustins de l'Assomption (° 1er octobre 1831)
- 1er mai : Alphonse Martin Larue, prélat français, évêque de Langres (° 15 mars 1825)
- 6 mai : Beneš Metod Kulda, prêtre patriote, écrivain et folkloriste tchèque (° 16 mars 1820)
- 20 mai : Bienheureux Josèphe Hendrina Stenmanns, religieuse allemande, fondatrice des Sœurs missionnaires servantes du Saint-Esprit (° 28 mai 1852)
- 17 juin : Bienheureux Marie-Joseph Cassant, prêtre et moine trappiste français (° 6 mars 1878)
- 19 juin : 
  - Amédée de Damas, prêtre jésuite et écrivain français (° 4 juillet 1821)
  - Herbert Vaughan, cardinal britannique, archevêque de Westminster (° 15 avril 1832)
- 9 juillet : Isidore Clut, prélat et explorateur français, missionnaire au Canada (° 11 février 1832)
- 20 juillet : Léon XIII, 256e pape (° 2 mars 1810)
- 6 septembre : Jean-Nicolas Bauzin, prêtre français (° 8 novembre 1836)
- 30 septembre : Caspar Josephus Martinus Bottemanne, prélat néerlandais, évêque de Haarlem (° 14 août 1823)
- 13 octobre : John Joseph Kain, prélat américain, archevêque de Saint-Louis (° 31 mai 1841)
- 17 octobre : Armand Merlon, prêtre belge ayant quitté l'état clérical (° 4 mai 1859)
- 21 octobre : Amédée Latieule, prélat français, évêque de Vannes (° 2 juillet 1838)
- 30 octobre : Louis Moutier, prêtre français, linguiste et écrivain de langue occitane (° 15 février 1831)
- 3 novembre : Jean-Baptiste Brondel, prélat et missionnaire belge aux États-Unis (° 23 février 1842)
- 16 novembre : Étienne-Antoine-Alfred Lelong, prélat français, évêque de Nevers (° 3 décembre 1834)
- 24 novembre : Johann Baptist von Anzer, prélat et missionnaire allemand, premier vicaire apostolique du Chantoung méridional et évêque titulaire de Thélepte (de) (° 16 mai 1851)
- 9 décembre : Sebastián Herrero y Espinosa de los Monteros, cardinal espagnol, archevêque de Valence (° 20 janvier 1822)
- 16 décembre : Bienheureux Clément Marchisio, prêtre et fondateur italien (° 1er mars 1833)